# Rolf Blättler
Rolf Blättler (Uster, 24 oktober 1942 – Minusio, 12 maart 2024) was een Zwitsers voetballer en voetbalcoach die speelde als aanvaller.

## Carrière

### Club
In 1963 verhuisde Blättler als gecontracteerde amateur van FC Wettingen naar Grasshopper Club Zurich, voor wie hij tot 1969 speelde en met wie hij in het seizoen 1967/68 tweede werd in het landskampioenschap. Tijdens zijn verblijf in Zurich slaagde hij erin drie keer op rij topscorer van de Nationale Liga A te worden. In 1964/65 deelde hij de titel met Pierre Kerkhoffs, die beiden 19 doelpunten hadden gemaakt. Toen hij in 1965/66 topscorer werd, had Blättler 28 doelpunten op zijn naam staan, terwijl hij in 1966/67, toen hij samen met Fritz Künzli topscorer was, 24 doelpunten nodig had.
In 1969 verhuisde Blättler naar Ticino en sloot zich aan bij FC Lugano, waarvan hij twee seizoenen het shirt droeg. Zijn grootste succes in deze periode was het bereiken van de Zwitserse bekerfinale in 1971, waar Lugano werd verslagen door Servette FC Genève. Bij zijn volgende station, FC Basel, verloor hij opnieuw de bekerfinale in het seizoen 1971/72, maar kon dat seizoen wel het Zwitserse kampioenschap winnen. Blättler droeg 7 doelpunten in 18 wedstrijden bij aan het kampioenschap van het rood-blauwe team. Tijdens het seizoen 1972/73 verhuisde de aanvaller naar FC St. Gallen in Oost-Zwitserland. In de vijf seizoenen waarin Blättler actief was voor St. Gallen, stond de club meestal in de onderste regionen van de ranglijst. Het grootste succes in deze periode was de deelname aan de finale van de Zwitserse beker in het seizoen 1976/77, waar de Groen-Witten nipt met 0-1 verloren van BSC Young Boys en Blättler daarmee de derde verloren bekerfinale in zijn vita liet optekenen.
In 1977 tekende Blättler voor FC Luzern, dat onder Albert Sing terug naar de Nationale Liga A wilde promoveren - Luzern was in 1975 naar de Nationale Liga B gedegradeerd. Dit lukte de ploeg uit Luzern echter pas onder Sing's opvolgers Paul Wolfisberg en Josef Vogel in het seizoen 1978/79. Na de promotie keerde Blättler terug naar Ticino en beëindigde zijn actieve loopbaan als speler-coach bij FC Locarno. Blättler speelde in totaal 332 wedstrijden in de Nationale Liga A en scoorde 174 doelpunten.

### Nationale ploeg
Maar Blättler was ook actief als speler voor het Zwitserse nationale team. Blättler, die toen voor Grasshoppers speelde, maakte zijn debuut op 22 oktober 1966 in een vriendschappelijke wedstrijd in Brugge tegen België. Het jaar daarop was al het meest succesvolle van de aanvaller in de "Nati". Blättler scoorde vijf doelpunten in zes optredens. Twee daarvan kwamen er in de kwalificatiewedstrijden voor het Europees kampioenschap van 1968 tegen Roemenië (in Zürich) en Cyprus (in Lugano). Blättler nam echter niet deel aan grote toernooien, zodat de 14 optredens in kwalificatiewedstrijden voor Europese en Wereldbekers Blättler's enige competitieduels voor Zwitserland blijven. Blättler speelde in totaal 28 interlands voor de "Nati", waarin hij 12 doelpunten scoorde.
Blättlers werk als coach in Locarno bleef niet onopgemerkt door zijn vroegere metgezel Wolfisberg. Toen Zwitserland in 1984 op zoek was naar een coach voor de U-21 nationale ploeg, benaderde Wolfisberg Blättler en nam hem aan als nieuwe coach. Blättler bekleedde deze post tot 1986, toen hij werd opgevolgd door Kurt Linder.

### Overlijden
Blättler overleed in maart 2024 na een lang ziekbed op 81-jarige leeftijd.

## Erelijst
- Zwitsers landskampioenschap: 1972
- Zwitsers topschutter: 1965, 1966, 1967